# 프랑수아 피용
프랑수아 샤를 아르망 피용(프랑스어: François Charles Armand Fillon, 1954년 3월 4일 ~ ) 은 프랑스의 정치인으로, 소속 정당은 공화당 (RP)이다. 2007년 5월 17일부터 2012년 5월 10일까지 프랑스의 총리로 재임했다.

## 역대 선거 결과
| 선거명      | 직책명                      | 대수 | 정당         | 1차 득표율 | 1차 득표수  | 2차 득표율 | 2차 득표수 | 결과 | 당락                    |
| ----------- | --------------------------- | ---- | ------------ | ---------- | ----------- | ---------- | ---------- | ---- | ----------------------- |
| 1981년 선거 | 하원의원 (사르트 제4선거구) | 7대  | 공화국연합   | 50.14%     | 26,867표    |            |            | 1위  | 사르트 주 하원의원 당선 |
| 1986년 선거 | 하원의원 (사르트 선거구)    | 8대  | 공화국연합   | 0%         | -표         |            |            | 1위  | 사르트 주 하원의원 당선 |
| 1988년 선거 | 하원의원 (사르트 제4선거구) | 9대  | 공화국연합   | 51.94%     | 23,752표    |            |            | 1위  | 사르트 주 하원의원 당선 |
| 1993년 선거 | 하원의원 (사르트 제4선거구) | 10대 | 공화국연합   | 58.59%     | 27,527표    |            |            | 1위  | 사르트 주 하원의원 당선 |
| 1997년 선거 | 하원의원 (사르트 제4선거구) | 11대 | 공화국연합   | 43.35%     | 20,352표    | 52.73%     | 25,148표   | 1위  | 사르트 주 하원의원 당선 |
| 2002년 선거 | 하원의원 (사르트 제4선거구) | 12대 | 공화국연합   | 55.21%     | 25,804표    |            |            | 1위  | 사르트 주 하원의원 당선 |
| 2007년 선거 | 하원의원 (사르트 제4선거구) | 13대 | 공화국연합   | 53.40%     | 25,949표    |            |            | 1위  | 사르트 주 하원의원 당선 |
| 2012년 선거 | 하원의원 (파리 제2선거구)   | 14대 | 대중운동연합 | 48.62%     | 22,028표    | 56.46%     | 23,976표   | 1위  | 파리 주 하원의원 당선   |
| 2017년 선거 | 대통령                      | 25대 | 공화당       | 20.01%     | 7,212,995표 |            |            | 3위  | 낙선                    |